# Voivodato di Cracovia

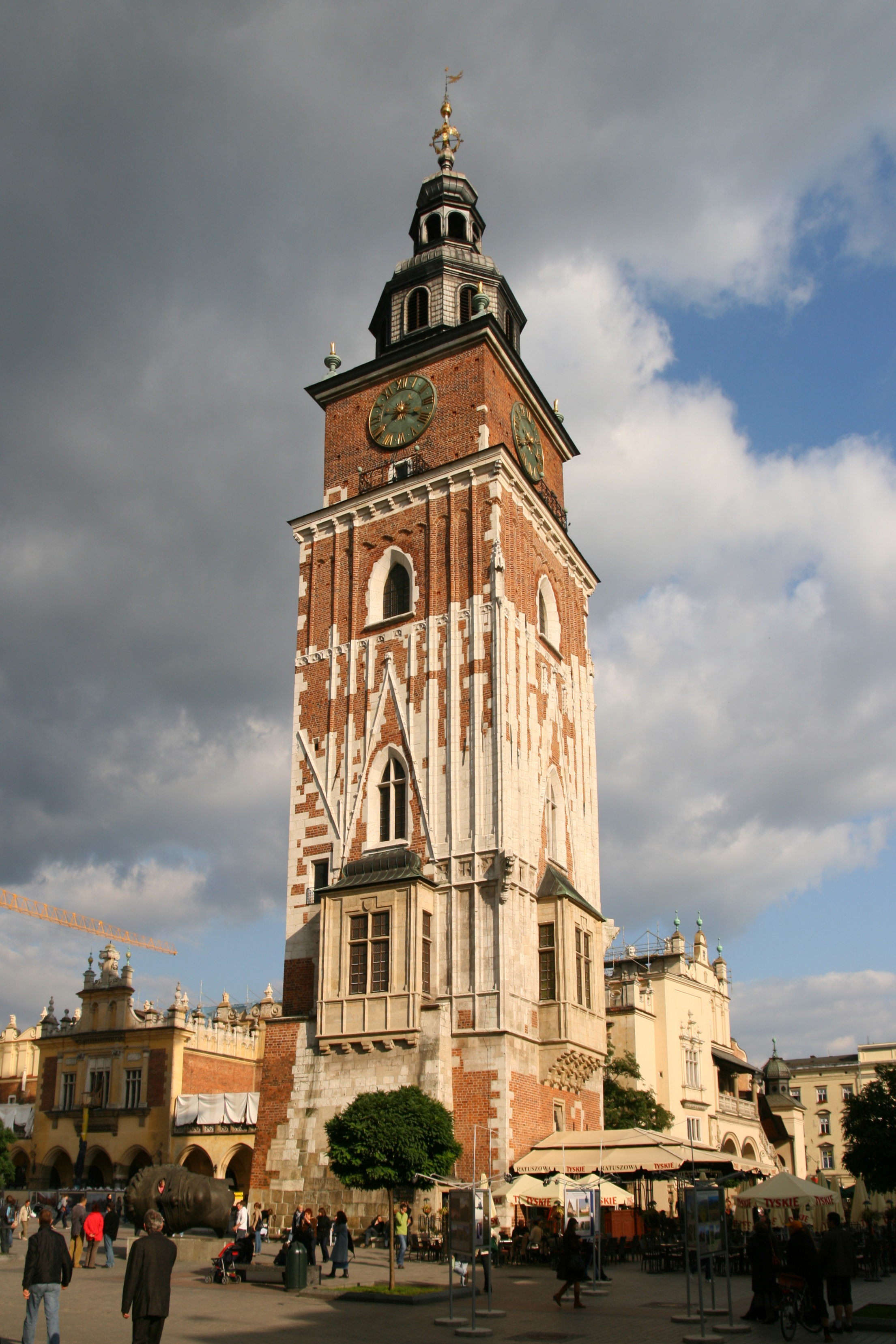
Torre del municipio di Cracovia eretta nel XIV secolo

Il voivodato di Cracovia è uno dei voivodati storici della Polonia.

## Voivodato di Cracovia 1300-1795
Il voivodato di Cracovia nel periodo che va dal XIV secolo al 1795 (in latino Palatinatus Cracoviensis; in polacco Województwo Krakowskie) era un'unità di divisione amministrativa e governo locale del Regno di Polonia, dal XIV secolo fino alla Spartizione della Polonia del 1772-1795. Faceva parte della provincia della Piccola Polonia.

## Voivodato di Cracovia 1921-1939

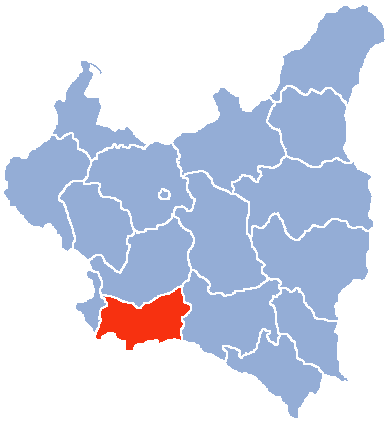
Voivodato di Cracovia (1921-1939)

## Voivodato di Cravovia 1945-1975

Voivodato di Cracovia nel 1946

Voivodato di Cracovia nel 1950

Il voivodato di Cracovia 1945-1975 (in polacco: województwo krakowskie) era un'unità di governo locale della Polonia tra gli anni 1945 e 1975, diviso poi in diversi voivodati: voivodato di Tarnów, voivodato di Nowy Sacz, voivodato di Bielsko-Biała, voivodato di Katowice e voivodato di Kielce. La città capitale era Cracovia.

## Voivodato di Cracovia 1975-1998

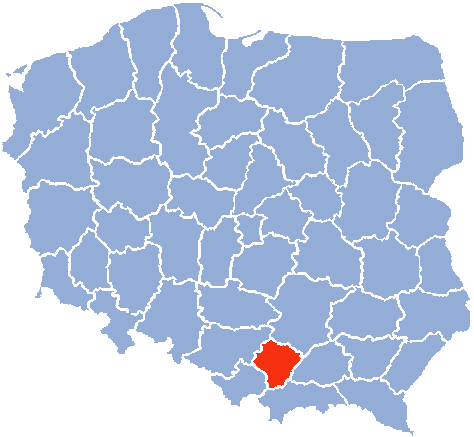
Voivodato di Cracovia (1975-1998)

Il voivodato di Cracovia (in polacco: województwo krakowskie), chiamato anche (1975-1984) "voivodato metropolitano di Cracovia" (województwo miejskie krakowskie) era un'unità di divisione amministrativa e governo locale della Polonia negli anni 1975-1998, tramutato poi nel Voivodato della Piccola Polonia (Malopolskie). Il presidente della città di Cracovia era anche governatore del voivodato.
La capitale del voivodato era Cracovia.
Principali città:  
- Cracovia
- Skawina
- Alwernia
- Dobczyce
- Krzeszowice
- Myślenice
- Niepołomice
- Proszowice
- Skała
- Słomniki
- Sułkowice
- Świątniki Górne
- Wieliczka

## Geografia antropica

### Suddivisioni amministrative
- Distretto di Proszowice
- Distretto di Lelów
- Distretto di Szczyrzyc
- Distretto di Książ
- Distretto di Sacz
- Distretto di Biecz
- Distretto di Slesia
  - Ducato di Zator
  - Ducato di Oświęcim
- Ducato di Siewierz